# پست (فیلم)
پُست (انگلیسی: The Post) یک فیلم آمریکایی در ژانر درام تاریخی و تریلر سیاسی به کارگردانی استیون اسپیلبرگ در سبک درام تاریخی است که در سال ۲۰۱۷ منتشر شده‌است. نویسندگان این فیلم لیز هانا و جاش سینگر هستند.

## داستان
داستان این فیلم در مورد پنهانکاری است که چهار رئیس‌جمهور ایالات متحده آمریکا را تحت تأثیر قرار داد. اولین رئیس زن واشینگتن پست، کاترین گراهام (مریل استریپ) و سردبیر شجاع این روزنامه، بنجامین سی. بردلی (تام هنکس) می‌خواهند وارد نبردی بی‌سابقه بین خبرگزاری‌ها و دولتی‌ها بشوند تا بتوانند اسنادی را از پنتاگون افشا کنند.

## بازیگران
- تام هنکس در نقش بنجامین سی. بردلی
- مریل استریپ در نقش کاترین گراهام
- الیسون بری
- دیدی کوپر
- دیوید کراس
- بروس گرینوود
- تریسی ل
- باب ادنکیرک
- سارا پلسون
- جسی پلمونس
- مایکل استلبرگ
- برادلی وایتفورد
- زک وودز
- متئو ریس
- کلی اوکوین
- فرانک ال. ریدلی

## تولید
در اکتبر ۲۰۱۶، ایمی پاسکال حق امتیاز فیلمنامه‌ای نوشته لیز هانا را خریداری کرد.
در مارس ۲۰۱۷ اعلام شد که مذاکراتی با استیون اسپیلبرگ جهت کارگردانی و تهیه‌کنندگی این فیلم با بازی تام هنکس و مریل استریپ به ترتیب در نقش بنجامین سی. بردلی و کاترین گراهام در حال انجام است. همچنین اعلام شد که فیلمبرداری این پروژه در ۳۰ می ۲۰۱۷ در نیویورک آغاز می‌شود.
در ۲۲ دسامبر فیلم کاغذها به صورت محدود اکران می‌شود و در ۱۲ ژانویه ۲۰۱۸ به اکران عمومی می‌رسد.

## موسیقی
در ژوئیه ۲۰۱۷ اعلام شد که جان ویلیامز، رفیق همیشگی استیون اسپیلبرگ آهنگسازی این فیلم را بر عهده دارد. در اصل قرار بود که جان ویلیامز برای اسپیلبرگ فیلم بازیکن شماره یک آماده را آهنگسازی کند ولی ترجیح داد تا به جای آن فیلم، فیلم کاغذها را آهنگسازی کند و پروژه آهنگسازی فیلم بازیکن شماره یک آماده بدست آلن سیلوستری افتاد.

## حاشیه سانسور در تلویزیون ایران
در میانه خیزش ۱۴۰۱ ایران این فیلم از شبکه چهار سیما در ایران پخش شد اما دیالوگ «رسالت اصلی مطبوعات خدمت به مردم است نه خدمت به حاکمیت » از این فیلم حذف شد. این موضوع بازتاب گسترده‌ای در شبکه‌های اجتماعی داشت. 